# 聯合國紀念墓園
聯合國紀念墓園（韓語：재한유엔기념공원，縮寫為UNMCK） 座落於南韓釜山廣域市南區，埋葬聯合國軍在韓戰中的陣亡士兵。墓園作為全球唯一一座聯合國墓園，面積達14公頃（35英畝），設有2300個墳墓，分別設於22個按陣亡士兵國籍區分的區域，包括加拿大、法國、英國及美國等。

## 歷史

### 臨時戰時公墓及遺骸搜索
韓戰在1950年6月朝鮮人民軍越過三八線進攻南韓後展開，在數次戰役當中，聯合國軍在大田、金川、新洞等地附近建立了臨時的戰時公墓。隨著朝鮮人民軍逐步往釜山逼近，聯合國軍則不得不放棄這些臨時公墓。其後釜山環形防禦圈戰役的發展亦促成了馬山、密陽、大邱等地的臨時公墓建立，而位於釜山的公墓也在1950年7月11日正式建成。聯合國軍逐步往三八線以北的北韓推進的同時，開城、宣川、北青郡等附近的城鎮也建設了臨時公墓，在交戰的首兩個月共設立了11座公墓。

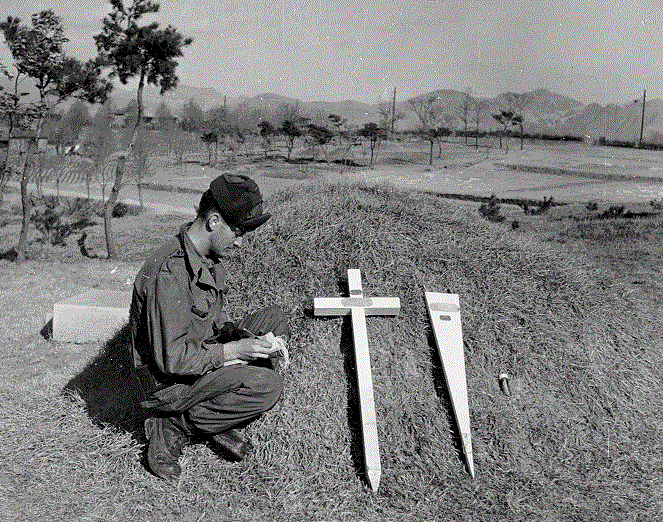
第114陵墓登記連下士威廉·R·戴維森正在為一名埋葬在聯合國設於大邱的公墓中的士兵填寫相關表格，旁邊放有十字架、三角形的「身份不明」標識及一個放有1042號表格、準備與士兵遺體下葬的小瓶子。

在戰爭開始的時候，最接近的美國陸軍喪葬事務單位是駐紮在日本橫濱進行二戰時期美軍飛行員遺棄的搜索工作的第108墳墓登記排（108th Graves Registration Platoon），其後重組為第114陵墓登記連（114th Graves Registration Company）並調配至興南、平壤及水村等地協助建立臨時陵墓。在實行仁川登陸計劃時亦有第565陵墓登記連轄下的墳墓登記排隨行前往。由於當地的地理環境和惡劣氣候，再加上戰後受到未爆彈和詭雷的威脅，在朝鮮半島搜索及埋葬遺骸的工作在執行上相當困難。

### 堂谷墓園
1951年1月18日，面積達28.2公頃（70英畝）的聯合國戰爭墓園（UNMC）在釜山堂谷動工，墓園在同年4月6日建成後隨即由時任聯合國軍總司令馬修·李奇威揭幕。陵墓登記單位在墓園落成後便將美軍及盟軍陣亡士兵的遺骸集中於堂谷，後將他們葬於堂谷墓園或送回本國。墓園內亦加設了火化和冷藏設施，以更好的處理送到墓園的遺體。

### 後停戰時期
參戰的中、朝、聯三方在1953年7月簽訂《朝鮮停戰協定》後，聯合國軍曾尋求取回被埋藏在北韓境內的士兵遺體，聯合國軍一方在1954年9至10月期間，遂以約14,000具中朝兩國陣亡士兵的遺體，換取了朝鮮境內4,219具聯合國軍士兵遺骸，其中2,944人為隸屬美軍士兵。在1950年起的四年間，共有大約11,000人葬入由美國陸軍墳墓登記局管理的聯合國戰爭墓園內。

### 聯合國紀念墓園
1955年12月15日，聯合國大會通過第977(X)號決議，堂谷墓園正式成為聯合國紀念墓園。雖然受到中華人民共和國與蘇聯等國的反對，墓園在戰後由撥款予轄下的聯合國韓國統一復興委員會進行管理，後於1973年交由聯合國紀念墓園國際管理委員會（CUNMCK）履行管理職責，委員會則由11個有陣亡士兵埋葬於墓園內的國家派出代表組成。

### 文化遺產及旅遊
2007年，聯合國紀念墓園被南韓政府文化財廳指定為第359號歷史遺跡，同時亦是來自環太平洋地區的旅客當中的熱門旅遊景點。2011年，時任聯合國秘書長潘基文在演講中將其形容為世界上唯一一座「聯合國墓園」。

## 紀念

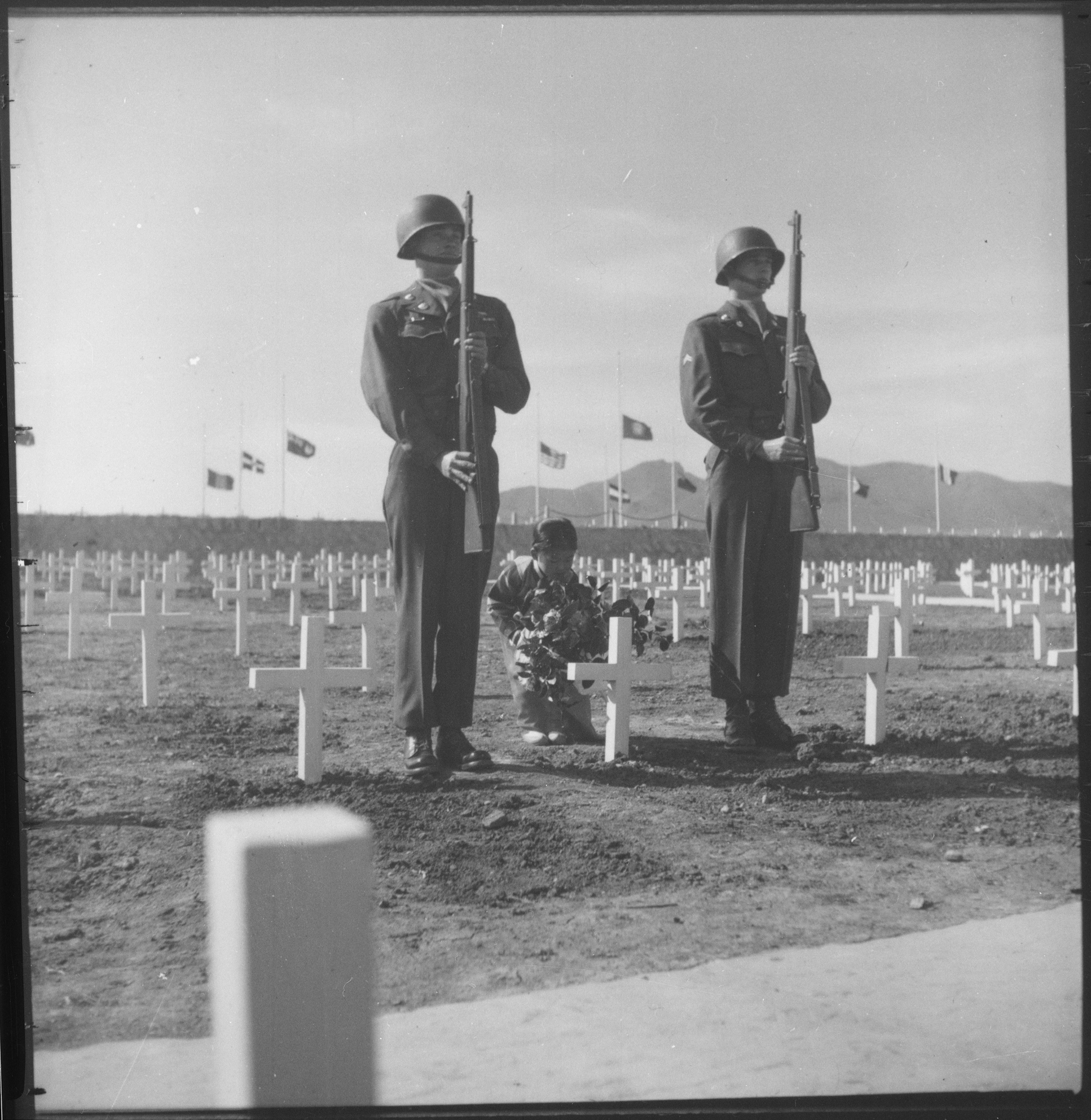
1951年4月，一名韓裔女孩在儀仗隊進行舉槍動作時在墓園放下一束花朵。

大韓民國陸軍第53鄉土步兵師的儀仗隊會每日在聯合國紀念墓園進行升旗儀式。
2001年10月，聯合國雕塑公園竣工，園内豎立29座永久紀念碑，其中包括兩個屬於土耳其的紀念碑，希臘、澳洲、加拿大、新西蘭、南非、法國、泰國等國則各設一座紀念碑。另外，英國作為英聯邦代表設立了一座英聯邦慰靈塔。
紀念牆（Wall of Remembrance）在2006年竣工，牆上140塊大理石板刻有40,896名在戰爭中死亡或失蹤的士兵姓名。
聯合國紀念墓園亦設有網站，供民眾在網上獻花及留下追悼訊息，網站以韓語、英語、土耳其語三語營運。

## 埋葬者

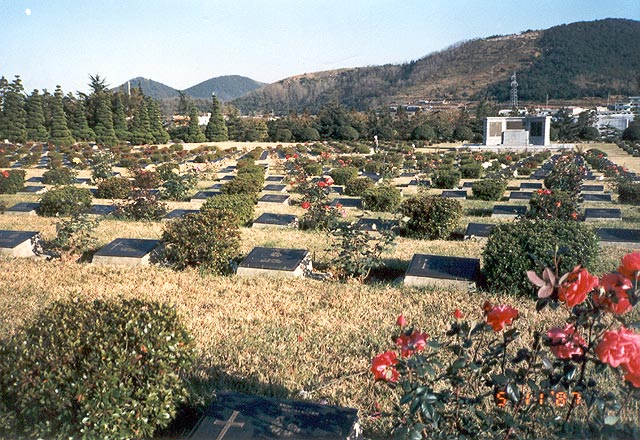
2008年時的墳墓。

聯合國紀念墓園立有2,289軍事人員及11名非軍事人員的墳墓。
入葬者包括與阿蓋爾郡及薩瑟蘭郡高地人兵團參與282高地戰鬥時戰死肯尼斯·繆爾少校、臨津江戰役中戰亡的康沃爾公爵輕步兵團中尉菲利普·柯蒂斯等。定州戰役身受重傷後在安州附近逝世的澳洲陸軍中校查爾斯·赫爾克里士·格林、在圍捕行動喪生的荷蘭皇家陸軍中校馬里努斯·登·歐登等人也葬於墓園內。
11名非軍事人員中，克里斯托弗·巴克利在韓戰初期因誤踩地雷喪生，其後亦將其遺體入葬紀念墓園。韓戰英籍退役軍人、維多利亞十字勳章受勳者比爾·斯皮克曼在2018年辭世後亦按其意願葬於聯合國紀念墓園內，相類似的亦包括埋葬於墓園內的所有美國軍人，他們均曾經參與韓戰，並在生前曾經表達希望在戰後逝世之後入葬的意願。
直至2012年墓園內就已經有分屬11個國家的2,300座墳墓，其中36座則屬於部署於聯合國軍事基地的南韓士兵。另外有7個參戰國的陣亡士兵遺體在戰後已經送回本國，包括比利時、哥倫比亞、埃塞俄比亞、希臘、盧森堡、菲律賓、泰國。按照英國習俗，885名駐韓英聯邦軍的陣亡士兵亦葬於聯合國紀念墓園內。
| 國家                 | 派遣人員  | 死亡人員 | 入葬墓園 |
| -------------------- | --------- | -------- | -------- |
|                      | 8,407     | 346      | 281      |
| 加拿大               | 27,000    | 516      | 378      |
| 法國                 | 3,760     | 270      | 44       |
| 荷蘭                 | 5,320     | 124      | 117      |
| 新西兰               | 5,350     | 41       | 34       |
| 南非                 | 900       | 37       | 11       |
| 土耳其               | 14,936    | 1,005    | 462      |
| 英国                 | 56,000    | 1,177    | 886      |
| 美国                 | 1,600,000 | 36,492   | 36       |
| 挪威                 | 623       | 3        | 1        |
| 比利时               | 3,590     | 106      | -        |
| 哥伦比亚             | 5,100     | 213      | -        |
| 衣索比亞             | 3,518     | 122      | -        |
| 希腊                 | 4,440     | 186      | -        |
| 盧森堡               | 89        | 2        | -        |
| 菲律賓               | 7,500     | 120      | -        |
| 泰國                 | 6,326     | 136      | -        |
| 義大利               | 185       | -        | -        |
| 丹麦                 | 630       | -        | -        |
| 印度                 | 346       | -        | -        |
| 瑞典                 | 380       | -        | -        |
| 联合国（參戰國總數） | 1,754,400 | 40,896   | -        |
| 非軍事人員           | -         | -        | 11       |
| 身份不明軍人         | -         | -        | 4        |
|                      | -         | -        | 36       |
| 總數                 | -         | -        | 2,300    |

## 外部連結
- 官方网站
- 南非戰爭墳墓計劃：南韓 （页面存档备份，存于）